# Rio Lúrio
O Lúrio é um rio do nordeste de Moçambique, com cerca de 500 quilómetros de extensão, sendo fronteira natural para as províncias de Nampula, Cabo Delgado e Niassa. Sua nascente é no monte Malema, na província de Nampula, desaguando no mar, na baía do Lúrio, às margens do posto administrativo de Lúrio. Tem como afluentes principais os rios Muanda, Nihuregè, Luleio, Muataza, Rurruma, na sua margem esquerda, e os rios Lalaua, Malema e Nalume na sua margem direita.
O rio é caracterizado por fluxos sazonais e extensas margens pantanosas, com fluxo caudal mormente, permitindo certa navegação nos primeiros quilómetros.
O governo de Moçambique planeia construir uma usina hidroelétrica de 120 megawatts no rio para fornecer eletricidade às províncias vizinhas de Nampula e Cabo Delgado.